# Kalmiki
Kalmiki (kalmiško Хальмгуд, Hal’mgud, mongolsko Халимаг, Halimag, rusko Калмыки, Kalmiki) so najbolj zahodna skupina Mongolov, katerih predniki so se leta 1607 iz Džungarije preselili v Rusijo. Na severnem Kavkazu  so leta 1630 ustanovili Kalmiški kanat, ki je propadel leta 1724. Večina Kalmikov zdaj živi v Avtonomni republiki Kalmikiji na zahodni obali Kaspijskega jezera, v kateri so večinski narod.
Majhne kalmiške skupnosti so tudi v Združenih državah Amerike, Franciji, Nemčiji in Češki republiki.

## Ime
Mongolsko ime Kalmiki, zapisano kot Halimag,  pomeni »ljudje, ki se oddaljujejo«, se pravi selijo. Glagol halih v mongolščini pomeni iztekanje, pronicanje ali prelivanje. Ime Halimag bi torej pomenilo ljudstvo, ki je odteklo od Mongolov in z mongolske zemlje.
Ime Kalmik je turškega izvora in pomeni ostati. Turška plemena so to ime uporabljala morda že v 13. stoletju. Arabski geograf Ibn Al Vardi je dokumentirano prvi, ki je že v 14. stoletju ime uporabil za Ojrate.
Kašgarski Hodži so v 15. stoletju ime uporabljali za  Ojrate. Ruski pisnio viri že leta 1530 omenjajo ime Kolmaški Tatari, kartograf  Sebastian Münster (1488–1552) pa je na karti v Cosmographii  iz leta 1544 njihovo ozemlje označil s Kalmuči. Ojrati sami tega imena niso sprejeli za svojega.

## Zgodovina
Kalmiki so do selitve na zahod na začetku 17. stoletja živeli skupaj z Mongoli. V Rusijo jih je leta 1628 odpeljal njihov knez (nojon) zaradi nesoglasij z vladarji mongolske države, znane kot Orjatska unija. Knez je iskal pomoč ruskega carja za obračun s svojimi nasprotniki. V Rusiji so se Kalmiki najprej pojavili v Sibiriji in se nato preko Urala pomaknili do  Volge.
Ruske oblasti so njihov prihod sprejele s simpatijami in njihove vodje obdarile v upanju, da bodo branili južne meja carstva pred stalnimi vpadi Krimskih Tatarov in kavkaških  gorjanov. Kalmiki so kmalu začeli izgubljati  svojo samostojnost. Na njihovo samoupravo je vedno bolj pritiskala carska oblast, zato so se odločili vrniti v svojo domovino Džungarijo. Selitev se je začela leta 1771. Na pot je odšlo približno štiri petine populacije, vendar jih je do Džungarije  prišlo zelo malo. Tisti, ki so ostali, so živeli na zahodni obali Volge. V iskanju pašnikov in vode so se stalno selili. Njihov način življenja se je postopoma spremenil. Začeli so se ukvarjati s poljedelstvom, kar je imelo za posledico gradnjo stalnih naselij.
Njihov položaj v Carski Rusiji je bil do neke mere privilegiran, ker jih Rusi niso podjarmili, temveč so Kalmiki sami priznali rusko oblast. Za privilegije so se oddolžili leta 1917, ko so se po oktobrski revoluciji postavili na stran strmoglavljene oblasti in se z orožjem borili proti boljševikom. V bojih so izgubili približno 60 % svojega prebivalstva. Poražena vojska in civilno prebivalstvo so poskušali čim prej priti do pristanišč in z ladjami pobegniti iz Rusije. To je uspelo samo manjšemu delu beguncev, med njimi 2200-3000 Kalmikom vseh starosti. Največ se jih je zateklo v taborišča v okolici Istanbula in v samo mesto. Tam so ostali 2-3 leta in se nato postopoma razselili po  evropskih državah, največ v Bolgarijo, Jugoslavijo, Češko in Francijo.
Največja kolonija Kalmikov v Evropi je bila v Beogradu (300-400), kjer so jih imenovali Kitajci. Leta 1929 so tam zgradili prvi budistični tempelj v Evropi. Leta 1944 so se pred napredujočo Rdečo armado umaknili v Nemčijo in od tam v ZDA. Leta 1957 so dobili dovoljenje za vrnitev v Sovjetsko zvezo.
Po vzpostavitvi sovjetske oblasti je bogato budistično izročilo Kalmikov uničila Stalinova politika ateizacije in kolektivizacije družbe. V Kalmikiji so bile požgane vse njihove verske zgradbe in besedila, menihi in verniki pa so bili izgnani v Sibirijo.
Sovjetska vlada je novembra  1920 ustanovila Kalmiško avtonomno oblast, v kateri je stavropolska kalmiška naselja združila  astrahanskimi Kalmiki. Tja se je preselilo tudi manjše število Kalmikov iz Donske oblasti. Upravno središče oblasti je bila majhna vas Elista, ki je kasneje dobila status glavnega mesta. Oktobra 1935 se je oblast reorganizirala v Kalmiško avtonomno sovjetsko socialistično republiko (Kalmiško ASSR), v kateri so se ukvarjali predvsem z živinorejo, poljedelstvom, vključno z gojenjem bombaža, in ribištvom. Industrije ni bilo.
22. januarja 1922 je med lakoto, v kateri naj bi v Kalmikiji umrla skoraj  polovica populacije, Mongolija predlagala,  da se Kalmiki preselijo v Mongolijo, kar je sovjetska vlada zavrnila. Kalmiki so se  v letih 1926, 1930 ter 1942–1943 uprli, zato so marca 1927 krog 20.000 Kalmikov izgnali v Sibirijo in Karelijo. Kalmiki v Kalmikiji so 22. marca 1930 ustanovili Neodvisno republiko ojratskih Kalmikov. Njihova vojska, ki je štela samo 200 mož, je v privinci Durvud porazila 1.700 sovjetskih vojakov, republika pa je bila leta 1930 kljub temu razpuščena.
Leta 1929 je Stalin med prisilno kolektivizacijo kmetijstva astrahanske nomadske Kalmike prisilil v naselitev v vasi. Vse, ki so imeli več kot 500 ovac, je izgnal na prisilno delo v Sibirijo.
Med drugo svetovno vojno je del Kalmikije zasedla nemška vojska. Decembra 1942 je Rdeča armada Kalmikijo osvobodila. Sovjetska oblast je Kalmike obtožila sodelovanja z okupatorjem in 28. decembra 1943 skoraj vse prebivalstvo, tudi kalmiške vojake Rdeče armade, izselila v Sibirijo. Kalmiška ASSR je bila razpuščena. Njeno ozemlje je bilo razdeljeno med sosednji Astrahanski, Stalingrajski in Stavropolski kraj. Nekoč kalmiška naselja so dobila ruska imena.
V Sibiriji je umrla približno polovica od  97.000-98.000 izseljenih Kalmikov. Leta 1957 jim je predsednik Hruščov dovolil vrnitev iz Sibirije ter jih naselil med Ruse in Ukrajince. Kalmikija je 9. januarja 1957 postala avtonomna oblast in 29. julija 1958 ponovno avtonomna republika.
Ruska federacija je 6. aprila 1991 sprejela Zakon o rehabilitaciji izgnanih narodov, s katerim so bili izgoni vseh ljudstev kvalificirani kot genocid. Po razpadu Sovjetske zveze je Kalmiška republika obdržala svoj status v okviru Ruske federacije in doživela gospodarski zlom, ki je sprožil ponovno selitev prebivalstva po Ruski federaciji in v tujino.
Sodobna Kalmikija ima prijateljske diplomatske in kulturne stike z Mongolijo.

## Demografija
Kalmiki se delijo v sedem glavnih etničnih podskupin: Batudi, Derbeti, Hoidi, Hošuti Oloti, Torguti in Buzavi. Najštevilčnejši so Torguti. Buzavi so najmanj številni in najbolj rusificirani Kalmiki.
Število Kalmikov v Ruskem carstvu, Sovjetski zvezi in Ruski federaciji:
| 1897    | 1926    | 1939    | 1959    | 1970    | 1979    | 1989    | 2002    | 2010    |
| ------- | ------- | ------- | ------- | ------- | ------- | ------- | ------- | ------- |
| 190,648 | 128,809 | 129,786 | 100,603 | 131,318 | 140,103 | 165,103 | 174,000 | 183,372 |

## Republika Kalmikija
Večina Kalmikov živi v Republiki Kalmikiji, zvezni republiki Ruske federacije. Kalmikija leži v jugovzhodnem delu Rusije med Volgo in Donom. Na jugu meji na Dagestan, na jugozahodu na Stavropolski kraj, na zahodu in severozahodu na Rostovski oziroma Volgograški kraj in na vzhodu na Astrahansko oblast. Na jugovzhodu je Kaspijsko jezero.
Po razpadu Sovjetske zveze se je veliko Kalmikov, zlasti mladih, izselilo iz Kalmikije v velika mesta kot sta Moskva in Sankt Peterburg in v Združene države Amerike. Glavna razloga za selitev sta želja po boljši izobrazbi in ekonomskem položaju. Proces se še nadaljuje.
Kalmiki v Kalmikiji so trenutno v večini. Leta 2010 je tam živelo 162.740 Kalmikov, kar pomeni 57,4 % prebivalstva. Zaradi višjega naravnega prirastka kot v slovanskem delu Ruske federacije njihov obstoj ni ogrožen.

## Vera
Kalmiki so edini narod v Evropi, katerih nacionalna vera je budizem. Sprejeli so ga v zgodnjem 17. stoletju. Njihov budizem pripada tibetanski sekti gelugpa (prava pot), ki se običajno prišteva k sekti rumenih klobukov. Pred prestopom v budizem so prakticirali mongolski šamanizem.
Ruska carska oblast in Ruska pravoslavna cerkev sta poslušali postopoma spreobrniti v pravoslavje vse svoje podložnike z drugimi verovanji. Cilj te politike je bil izločiti tuje vplive na priključenih ozemljih. Pokristjanjeno prebivalstvo je nato postalo lojalno Ruskemu carstvu in pokorno ruski oblasti.
Med Sart-Kalmiki v Kirgizistanu prevladuje sunitski islam.
Majhen odstotek kalmiških družin v Belorusiji je v zgodnjem 19. stoletju prestopil v judovstvo.

## Jezik
Kalmiški jezik spada v vzhodno vejo mongolskih jezikov. Jezik je zelo podoben standardnemu mongolskemu jeziku.
Glavna narečja kalmiščine so torgutsko, derbetsko in buzavsko. Manj pogosti narečji sta košutsko in oletsko. Na splošno velja, da je imel ruski jezik manjši vpliv na narečja  nomadskih Kalmikov v Volški regiji kot na druga narečja.
Derbeti in kasneje Torguti, ki so se izselili iz Volške regije v Salsko okrožje ob Donu, so se preimenovali v Buzave ali Donske Kalmike. Njihovo narečje se je razvilo pod znatnim vplivom ruskega jezika.  Carska oblast jih je leta 1798 vojaško in upravno priznala kot Donske kozake.
Leta 1938 se je kalmiški  knjižni jezik začel pisati v cirilici. Med drugo svetovno vojno so vse Kalmike, ki niso služili v Rdeči armadi, prisilno izselili v Sibirijo in Srednjo Azijo, kjer so jih razpršili, uporaba njihovega jezika pa v javnosti ni bila dovoljena. Mlajše generacije se ga v šoli niso učile, zato so po vrnitvi iz izgnanstva leta 1957 Kalmiki govorili in objavljali predvsem v ruščini. Ruščina je postopoma postala njihov prvi jezik. Zadnja leta ga oblast v Kalmikiji posluša oživiti in je v zvezi s tem sprejela nekaj zakonov, na primer o napisih vhod/izhod na vhodnih vratih v trgovine. Nedavno so na ruski javni televiziji in radiu nekaj časa, namenjenega oddajam v tujih jezikih (npr. v angleščini), namenili oddajam v kalmiškem jeziku.
UNESCO je kalmiški jezik leta 2010 razglasil za ogroženega.

## Pisava
V 17. stoletju je budistični menih Zaja Pandita razvil todo bičug – čisto pisavo, ki je temeljila na klasični pokončni mongolski pisavi, prilagojeni ojratskemu/kirgiškemu jeziku. V kasnem 19. in zgodnjem 20. stoletju se je čista pisava začela opuščati. Leta 1923 se je začela dosledna uporaba cirilice. V 1930. letih do strokovnjaki za kalmiški jezik uvedli prilagojeno latinico, ki se je uporabljala malo časa.

## Pomembne osebnosti

### Politiki
- Vladimir Iljič Uljanov - Lenin,[23] predsednik  Sovjeta ljudskih komisarjev Sovjetske zveze
- Ilija Nikolajevič Uljanov, Leninov oče[24]
- Oka Ivanovič Gorodivikov, kozak in carski konjeniški general
- Lavr Georgijevič Kornilov, carski obveščevalni general in raziskovalec

### KaniKalmiškega kanata
- Ho Orluk (1633-1644)
- Šukur Dajčin  (1644-1661)
- Mončak (1661-1672)
- Ajuka (1672-1724)
- Ceren Donduk (1724-1735)
- Donduk Ombo (1735-1741)
- Donduk Daši  (1741-1761)
- Ubaši (1761-1771)
- Dodbi (1771-1781)
- As Saraj (1781)